# Glashofen (Feuchtwangen)
Glashofen ist ein Gemeindeteil der Stadt Feuchtwangen im Landkreis Ansbach (Mittelfranken, Bayern). Glashofen liegt in der Gemarkung Vorderbreitenthann.

## Geographie
Der Weiler liegt auf einer Hochebene, die Westen zum breiten Sulzachtal abfällt. Im Süden grenzt das Flurgebiet Haldenfeld an, im Osten das Blaßfeld. Zwei Gemeindeverbindungsstraßen führen jeweils zur Staatsstraße 1066 (0,5 km östlich bzw. 0,5 km südöstlich). Eine weitere Gemeindeverbindungsstraße führt nach Unterdallersbach (0,7 km westlich).

## Geschichte
Der Ortsname bedeutet Hof des Nikolaus. Glas bzw. Klas ist die Abkürzung von Nikolaus.
Glashofen lag im Fraischbezirk des ansbachischen Oberamtes Feuchtwangen. Die Dorf- und Gemeindeherrschaft hatte das Stiftsverwalteramt Feuchtwangen. Im Jahr 1732 bestand der Ort aus fünf Anwesen. Grundherren waren das Stiftsverwalteramt Feuchtwangen (zwei Höfe, zwei Güter) und das Kastenamt Feuchtwangen (1 Gut). An diesen Verhältnissen änderte sich bis zum Ende des Alten Reiches nichts. Von 1797 bis 1808 unterstand der Ort dem Justiz- und Kammeramt Feuchtwangen. 
Mit dem Gemeindeedikt (frühes 19. Jahrhundert) wurde Glashofen dem Steuerdistrikt Tauberschallbach und der Ruralgemeinde Vorderbreitenthann zugeordnet. Im Zuge der Gebietsreform in Bayern wurde Glashofen am 1. Januar 1972 nach Feuchtwangen eingemeindet.

## Einwohnerentwicklung
| Jahr      | 001818 | 001840 | 001861 | 001871 | 001885 | 001900 | 001925 | 001950 | 001961 | 001970 | 001987 |
| Einwohner | 34     | 30     | 41     | 38     | 40     | 30     | 37     | 52     | 31     | 32     | 44     |
| Häuser    | 7      | 7      |        |        | 9      | 8      | 7      | 7      | 7      |        | 9      |
| Quelle    | [ 11 ] | [ 12 ] | [ 13 ] | [ 14 ] | [ 15 ] | [ 16 ] | [ 17 ] | [ 18 ] | [ 19 ] | [ 20 ] | [ 1 ]  |

## Religion
Der Ort ist seit der Reformation evangelisch-lutherisch geprägt und bis heute nach St. Johannis (Feuchtwangen) gepfarrt. Die Einwohner römisch-katholischer Konfession sind nach St. Ulrich und Afra (Feuchtwangen) gepfarrt.